# Trophis cuspidata
Trophis cuspidata är en mullbärsväxtart som beskrevs av Cyrus Longworth Lundell. Trophis cuspidata ingår i släktet Trophis och familjen mullbärsväxter. Inga underarter finns listade i Catalogue of Life.